# Museu de São Sebastião
El Museu de São Sebastião o Museu Nacional de São Tomé e Príncipe és un museu i fortificació de São Tomé i Príncipe a la ciutat de São Tomé, a la part més meridional de la badia d'Ana Chaves. Conté art religiós i artefactes de l'era colonial. El museu va ser inaugurat l'11 de juliol de 1976, un dels primers de la nació.

## Història
El fort va ser construït per primera vegada el 1575 i va ser el primer fort de l'illa de São Tomé. El far de São Sebastião va ser construït el 1866, va ser reconstruït el 1928 i va ser restaurat el 1994.
El fort va ser reconstruït a la darreria de la dècada de 1950 amb un projecte de l'arquitecte Luís Benavente que era governador colonial de l'època. El 1960, estava sota el comandament de la Defensa Marítima Provincial.

## Característiques
El fort és de forma quadrada amb planta pentangular a les vores verticals de l'estil Vauban.

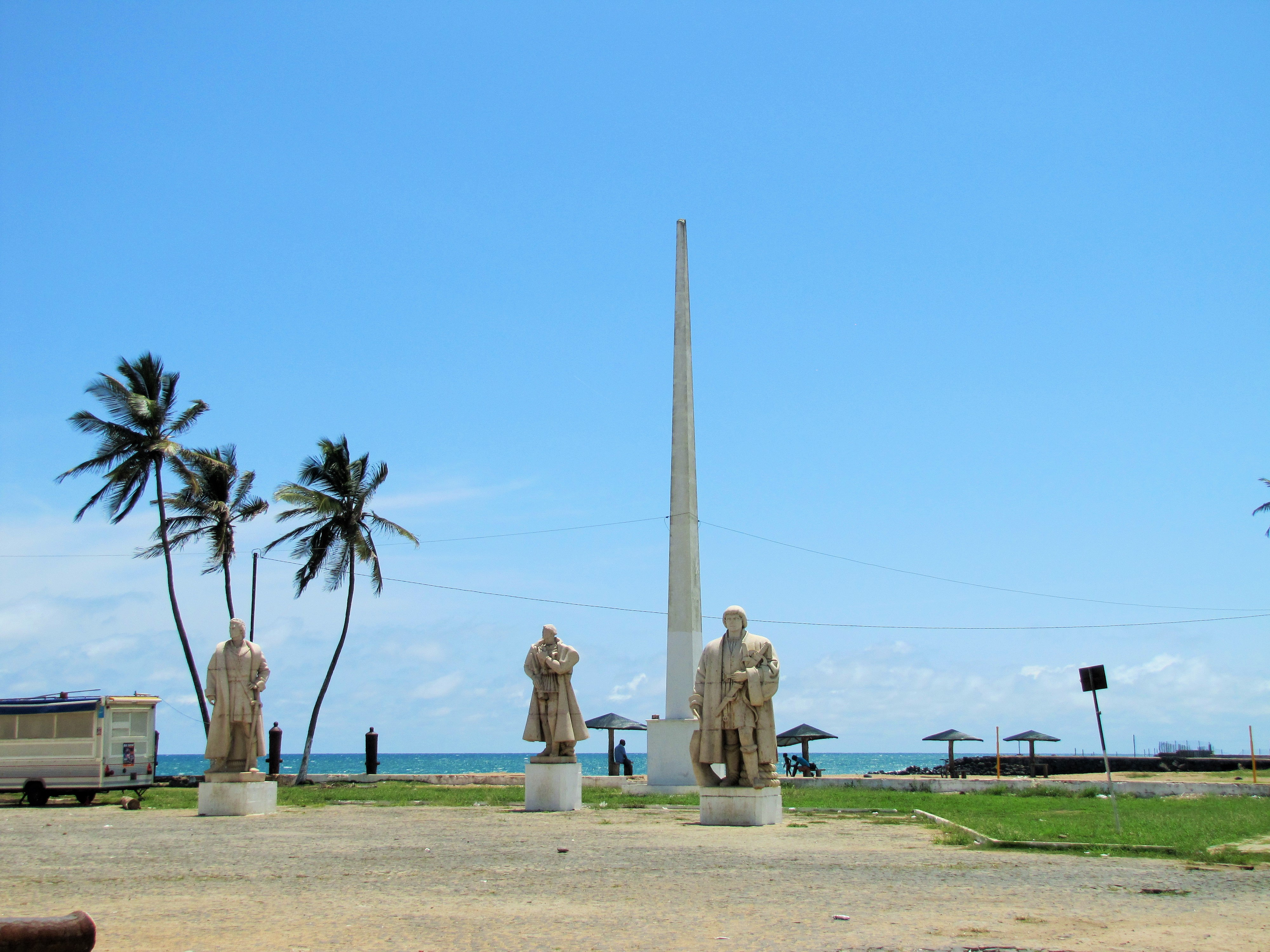
Tres estàtues dels exploradors al museu

Al fort es troben les tres estàtues dels descobridors de l'illa, João de Santarém, Pêro Escobar i João de Paiva. Aquestes estàtues es van traslladar de les places i els jardins de la ciutat després de la independència de la nació.

## Col·leccions
Al museu destaca la història africana i portuguesa. A una sala es mostra la cultura relacionada amb el vudú. A una altra sala es mostra l'art sacre catòlic. Es mostren pintures d'art contemporani de Manuela Vigôço a partir de 1945.
Una exposició permanent titulada Casa das tortugas que presenta tortugues marines des del 2004. Les fotografies i documents de la massacre de Batepá que es van produir el 1953 es mostren al museu.